# Aïcirits-Camou-Suhast
Aïcirits-Camou-Suhast [aˌisiʁits kamu syˈast] (baskisch Aiziritze-Gamue-Zohazti) ist eine französische Gemeinde mit 695 Einwohnern (Stand 1. Januar 2022) im Département Pyrénées-Atlantiques in der Region Nouvelle-Aquitaine. Die Gemeinde gehört zum Arrondissement Bayonne und zum Kanton Pays de Bidache, Amikuze et Ostibarre (bis 2015: Kanton Saint-Palais).
Die Bewohner werden Aïciristars genannt.

## Geographie
Aïcirits-Camou-Suhast liegt circa 55 Kilometer östlich von Bayonne im französischen Teil des Baskenlandes. Es ist Teil des sog. Pays de Mixe, einem Hochtal der Bidouze in der historischen Region Nieder-Navarra. Umgeben wird Aïcirits-Camou-Suhast von den Nachbargemeinden Arbouet-Sussaute im Nordosten, Arbérats-Sillègue im Osten, Béhasque-Lapiste und Saint-Palais im Süden, Amendeuix-Oneix im Westen sowie Gabat im Nordwesten.
Aïcirits-Camou-Suhast liegt im Einzugsgebiet des Flusses Adour und wird durchquert von der Bidouze und ihren Zuflüssen, der Joyeuse und den Bächen Eyherachar und Récalde.

## Geschichte
Aïcirits-Camou-Suhast ist eine Vereinigung von drei verschiedenen Dörfern, die seit dem Mittelalter erwähnt sind. Das Château de Salat auf dem Gebiet der ehemaligen Gemeinde Aïcirits ist datiert von 1125, das Château de Camou wurde um 11. Jahrhundert erbaut.
Suhast ist eine ehemalige Gemeinde und verschmolz mit der ehemaligen Gemeinde Camou-Mixe am 22. März 1842 zur Gemeinde Camou-Mixe-Suhast, die 1972 in die Ortschaft Aïcirits eingemeindet wurde. 1984 erhielt die Gemeinde den heutigen Namen.

### Einwohnerentwicklung
| Jahr      | 1968 | 1975 | 1982 | 1990 | 1999 | 2008 | 2013 |
| --------- | ---- | ---- | ---- | ---- | ---- | ---- | ---- |
| Einwohner | 219  | 564  | 531  | 531  | 559  | 665  | 670  |

Die Zahlen zeigen den Effekt der Eingemeindung von Camou-Mixe-Suhast im Jahre 1972.

### Wappen

Wappen von Aïcirits-Camou-Suhast

Das Wappen der Gemeinde setzt sich aus den Wappen der ehemaligen Dörfer zusammen, links oben das Wappen von Aïcirits, rechts oben das von Camou und unten das von Suhast.
Obwohl es nicht bekannt ist, welcher Bischof das Wappen von Aïcirits getragen hat, ist es zweifellos kirchlicher Herkunft. Die gekreuzten Schlüssel zeigen die Macht, das Himmelreich zu öffnen oder zu schließen. Der Globus mit dem Kreuz an der Spitze symbolisiert das Gebiet der göttlichen Herrschaft. Die drei roten Kreuze könnten vom Wappen des Erlöserordens, begründet von Alfons I. dem Krieger nach der Einnahme von Saragossa 1118, abgeleitet sein.
Das Wappen von Camou ist das der Herren von Camou, erwähnt 1316.
Das Wappen von Suhast ist 1350 erwähnt. Die drei Eichen weisen auf die Herkunft des Namens von baskisch Zuha Ty hin, was „Baumpflanzung“ bedeutet. Eichen kommen in Wappen des Baskenlands häufig vor, gelten sie als Symbol von Stärke und Erneuerung.

## Sehenswürdigkeiten
- Der künstliche Hügel, auf dem das Schloss errichtet wurde, lässt darauf schließen, dass es bereits früher eine Feudalburg auf dem Standort gegeben hatte. Bis zum Ende des 16. Jahrhunderts war es im Besitz der Familie Camou, von 1635 bis 1791 der Familie Gassion. Jean d’Abbadie erwarb die verlassene Ruine und baute sie zu ihrer heutigen rechteckigen Form, flankiert von einem Turm, um. Seit 1983 ist das Schloss im kommunalen Besitz, erfuhr wichtige Restaurierungsarbeiten und beherbergt nun ein Museum mit dem Thema „Landleben“ mit einer Sammlung von alten Werkzeugen.[8]
- Das Schloss von Salat ist ein größeres Wohnhaus des 18. oder 19. Jahrhunderts. Auf einer Anhöhe in der Nähe des Dorfes sind jedoch Ruinen des mittelalterlichen Schlosses der Familie Salha zu erkennen.[8]
- Kirche, gewidmet Martin von Tours. Die Kirchengemeinde von Saint-Martin d’Aïcirits ist bereits in den Kopialbüchern von 1160 erwähnt. Deshalb ist anzunehmen, dass der Portalvorbau der im 19. Jahrhundert erbauten Kirche romanischen Ursprungs ist. Oberhalb des Vorbaus ist das Wappen des historischen Dorfs Aïcirits eingemeißelt.[8]
- Die Mühle von Aïcirits wurde 1775 erstmals erwähnt.

## Wirtschaft und Infrastruktur
Aïcirits-Camou-Suhast liegt in den Zonen AOC des Ossau-Iraty, ein traditionell hergestellter Schnittkäse aus Schafmilch, der Schweinerasse und des Schinkens „Kintoa“.

### Verkehr
Aïcirits-Camou-Suhast ist angeschlossen an die Routes départementales 11, 29, 529, 933 (ehemalige Route nationale 133) und 2933.